# Governo De Gasperi IV
Il Governo De Gasperi IV è stato il terzo esecutivo della Repubblica Italiana, il terzo e ultimo dell'Assemblea Costituente.
Esso, nato dalle dimissioni del governo precedente, è rimasto in carica dal 1º giugno 1947 al 24 maggio 1948, per un totale di 358 giorni, ovvero 11 mesi e 23 giorni.
La fiducia al governo venne votata dall'Assemblea Costituente, che rimase in carica fino al 31 gennaio 1948, venendo succeduta pochi mesi dopo dalla I legislatura della Repubblica Italiana emersa dal risultato delle elezioni politiche dello stesso anno. In realtà, il governo diede le dimissioni di cortesia il 12 maggio, non appena il nuovo Presidente della Repubblica Luigi Einaudi ebbe giurato di fronte all'Assemblea, ma questi le respinse, prendendo atto che il governo era comunque sostenuto da forze che avevano vinto le elezioni politiche.
Fu il primo governo della Repubblica formato senza la partecipazione del Partito Comunista Italiano (PCI) e del Partito Socialista Italiano (PSI), a seguito della crisi del maggio 1947 che vide, tra l’altro, anche lo scioglimento del Comitato di Liberazione Nazionale (CLN), organo di collaborazione politica che aveva guidato sino a quel momento il paese e la contestuale nascita del Centrismo, ossia una coalizione politica tra la Democrazia Cristiana e partiti più piccoli, successivamente evolutasi nel Centro-sinistra "organico" (o Quadripartito), che avrebbe retto il paese fino alla fine degli anni sessanta.

## Compagine di governo

### Appartenenza politica
L'appartenenza politica dei membri del Consiglio dei ministri al suo insediamento si può così riassumere:
| Partito | Partito                      | Presidente | Ministri | Commissari | Sottosegretari | Totale |
| ------- | ---------------------------- | ---------- | -------- | ---------- | -------------- | ------ |
|         | Democrazia Cristiana         | 1          | 11       | 1          | 7              | 20     |
|         | Unione Democratica Nazionale | -          | 2        | -          | -              | 2      |
|         | Indipendente (politica)      | -          | 3        | 3          | -              | 6      |
| Totale  | Totale                       | 1          | 16       | 7          | 7              | 31     |

Con l’appoggio esterno di Partito Socialista dei Lavoratori Italiani, Partito Repubblicano Italiano, Partito d'Azione, Concentrazione Democratica Repubblicana, Partito dei Contadini d'Italia, Partito Cristiano Sociale e Fronte Democratico Progressista Repubblicano.
L'appartenenza politica dei membri del Consiglio dei ministri alla fine del suo mandato si può così riassumere:
| Partito | Partito                                 | Presidente | Ministri | Commissari | Sottosegretari | Totale |
| ------- | --------------------------------------- | ---------- | -------- | ---------- | -------------- | ------ |
|         | Democrazia Cristiana                    | 1          | 9        | 1          | 10             | 21     |
|         | Partito Socialista Democratico Italiano | -          | 3        | -          | 3              | 6      |
|         | Unione Democratica Nazionale            | -          | 2        | -          | 3              | 5      |
|         | Partito Repubblicano Italiano           | -          | 2        | -          | 2              | 4      |
|         | Indipendente (politica)                 | -          | 3        | 4          | -              | 6      |
| Totale  | Totale                                  | 1          | 19       | 5          | 18             | 43     |

Con l’appoggio esterno di Partito d'Azione, Concentrazione Democratica Repubblicana, Partito dei Contadini d'Italia, Partito Cristiano Sociale e Fronte Democratico Progressista Repubblicano.

### Provenienza geografica
La provenienza geografica dei membri del Consiglio dei ministri al momento dell’insediamento si può così riassumere:
| Regione               | Presidente | Ministri | Commissari | Sottosegretari | Totale |
| --------------------- | ---------- | -------- | ---------- | -------------- | ------ |
| Trentino-Alto Adige   | 1          | -        | 1          | -              | 2      |
| Lombardia             | -          | 3        | 1          | 3              | 7      |
| Piemonte              | -          | 3        | -          | 4              | 7      |
| Campania              | -          | 1        | -          | 4              | 5      |
| Sicilia               | -          | 1        | 1          | 2              | 4      |
| Toscana               | -          | 4        | -          | -              | 4      |
| Puglia                | -          | 1        | -          | 2              | 3      |
| Lazio                 | -          | 1        | -          | 1              | 2      |
| Marche                | -          | 1        | -          | 1              | 2      |
| Sardegna              | -          | 1        | 1          | -              | 2      |
| Veneto                | -          | 1        | 1          | -              | 2      |
| Emilia-Romagna        | -          | 1        | -          | -              | 1      |
| Liguria               | -          | 1        | -          | -              | 1      |
| Abruzzo               | -          | -        | 1          | -              | 1      |
| Friuli-Venezia Giulia | -          | -        | -          | 1              | 1      |

### Situazione parlamentare
Al momento dell’insediamento del governo, il 1º giugno 1947:
| Camera                | Collocazione     | Partiti                                                                                         | Seggi     |
| --------------------- | ---------------- | ----------------------------------------------------------------------------------------------- | --------- |
| Assemblea Costituente | Governo          | Centrismo (249): DC (207), UDN (42)                                                             | 249 / 556 |
| Assemblea Costituente | Appoggio esterno | Centrismo (73): PSLI (50), PRI (23) Altri (12): Pd'A (7), CDR (2), FDPR (1), PCS (1), PCd'I (1) | 85 / 556  |
| Assemblea Costituente | Opposizione      | PCI (104), PSI (65), UQ (30), BNL (16), MIS (4), PSd'Az (2), MUI (1)                            | 222 / 556 |

Al momento dell’estensione della maggioranza a Partito Socialista dei Lavoratori Italiani (PSLI) e Partito Repubblicano Italiano (PRI), il 15 dicembre 1947:
| Camera                | Collocazione     | Partiti                                                              | Seggi     |
| --------------------- | ---------------- | -------------------------------------------------------------------- | --------- |
| Assemblea Costituente | Maggioranza      | Centrismo (322): DC (207), PSLI (50), UDN (42), PRI (23)             | 322 / 556 |
| Assemblea Costituente | Appoggio esterno | Pd'A (7), CDR (2), FDPR (1), PCS (1), PCd'I (1)                      | 12 / 556  |
| Assemblea Costituente | Opposizione      | PCI (104), PSI (65), UQ (30), BNL (16), MIS (4), PSd'Az (2), MUI (1) | 222 / 556 |

## Composizione
| Carica                                    | Titolare                              | Titolare                                                                   | Titolare                                               | Sottosegretari |
| Presidenza del Consiglio dei ministri     | Presidenza del Consiglio dei ministri | Presidenza del Consiglio dei ministri                                      | Presidenza del Consiglio dei ministri                  | Sottosegretario di Stato alla Presidenza del Consiglio |
| ----------------------------------------- | ------------------------------------- | -------------------------------------------------------------------------- | ------------------------------------------------------ | --- |
| Presidente del Consiglio dei ministri     |                                       |                                                                            | Alcide De Gasperi (DC)                                 | - Giulio Andreotti (DC) Sottosegretario del Consiglio dei ministri - Edoardo Angelo Martino (DC) Sottosegretario per l'assistenza ai reduci ed ai partigiani |
| Vicepresidenti del Consiglio dei ministri |                                       |                                                                            | Luigi Einaudi (PLI)                                    | - Giulio Andreotti (DC) Sottosegretario del Consiglio dei ministri - Edoardo Angelo Martino (DC) Sottosegretario per l'assistenza ai reduci ed ai partigiani |
| Vicepresidenti del Consiglio dei ministri |                                       | Giuseppe Saragat (PSLI) (dal 15 dicembre 1947)                             |                                                        | - Giulio Andreotti (DC) Sottosegretario del Consiglio dei ministri - Edoardo Angelo Martino (DC) Sottosegretario per l'assistenza ai reduci ed ai partigiani |
| Vicepresidenti del Consiglio dei ministri |                                       | Randolfo Pacciardi (PRI) (dal 15 dicembre 1947)                            |                                                        | - Giulio Andreotti (DC) Sottosegretario del Consiglio dei ministri - Edoardo Angelo Martino (DC) Sottosegretario per l'assistenza ai reduci ed ai partigiani |
| Ministri senza portafoglio                | Ministri senza portafoglio            | Ministri senza portafoglio                                                 | Ministri senza portafoglio                             | Sottosegretari di Stato |
| Coordinamento delle Politiche economiche  |                                       |                                                                            | Giuseppe Togni (DC) (dal 15 dicembre 1947)             | Carica non assegnata |
| Ministero                                 | Ministri                              | Ministri                                                                   | Ministri                                               | Sottosegretari di Stato |
| Affari esteri                             |                                       |                                                                            | Carlo Sforza (Indipendente)                            | - Giuseppe Brusasca (DC) |
| Africa Italiana                           |                                       |                                                                            | Alcide De Gasperi (DC) (ad interim)                    | Carica non assegnata |
| Interni                                   |                                       |                                                                            | Mario Scelba (DC)                                      | - Achille Marazza (DC) |
| Finanze e Tesoro (soppresso)              |                                       |                                                                            | Luigi Einaudi (PLI) (fino al 6 giugno 1947)            | Carica non assegnata |
| Finanze (istituito)                       |                                       |                                                                            | Giuseppe Pella (DC) (dal 6 giugno 1947)                | - Piero Malvestiti (DC) (dal 25 ottobre 1947) |
| Tesoro (istituito)                        |                                       |                                                                            | Gustavo Del Vecchio (Indipendente) (dal 6 giugno 1947) | - Raffaele Pio Petrilli (DC) - Antonio Cifaldi (PLI) Sottosegretario per i danni di guerra (dal 22 dicembre 1947)                                            |
| Bilancio (istituito)                      |                                       |                                                                            | Luigi Einaudi (PLI) (dal 6 giugno 1947)                | Carica non assegnata |
| Grazia e Giustizia                        |                                       |                                                                            | Giuseppe Grassi (PLI)                                  | - Vittorio Badini Confalonieri (PLI) (dal 22 dicembre 1947)                                                                                                  |
| Difesa                                    |                                       |                                                                            | Mario Cingolani (DC) (fino al 15 dicembre 1947)        | - Luigi Chatrian (DC) (fino al 22 dicembre 1947) - Ugo Rodinò (DC) (dal 22 dicembre 1947) - Luigi Meda (DC) (dal 15 febbraio 1948)                           |
| Difesa                                    |                                       | Cipriano Facchinetti (PRI) (dal 15 dicembre 1947)                          |                                                        | - Luigi Chatrian (DC) (fino al 22 dicembre 1947) - Ugo Rodinò (DC) (dal 22 dicembre 1947) - Luigi Meda (DC) (dal 15 febbraio 1948)                           |
| Industria e Commercio                     |                                       |                                                                            | Giuseppe Togni (DC) (fino al 15 dicembre 1947)         | - Antonio Cavalli (DC) (dal 12 settembre 1947) |
| Industria e Commercio                     |                                       | Roberto Tremelloni (PSLI) (dal 15 dicembre 1947)                           |                                                        | - Antonio Cavalli (DC) (dal 12 settembre 1947) |
| Commercio con l'Estero                    |                                       |                                                                            | Cesare Merzagora (Indipendente)                        | Carica non assegnata |
| Agricoltura e Foreste                     |                                       |                                                                            | Antonio Segni (DC)                                     | - Giovanni Cartia (PSLI) (dal 22 dicembre 1947) |
| Lavori Pubblici                           |                                       |                                                                            | Umberto Tupini (DC)                                    | - Emilio Canevari (PSLI) (dal 22 dicembre 1947) |
| Lavoro e Previdenza Sociale               |                                       |                                                                            | Amintore Fanfani (DC)                                  | - Luciano Magrini (PRI) (dal 22 dicembre 1947) |
| Trasporti                                 |                                       |                                                                            | Guido Corbellini (DC)                                  | - Angelo Raffaele Jervolino (DC) |
| Marina mercantile                         |                                       |                                                                            | Paolo Cappa (DC)                                       | - Nicola Salerno (PSLI) (dal 22 dicembre 1947) |
| Poste e Telecomunicazioni                 |                                       |                                                                            | Umberto Merlin (DC) (fino al 15 dicembre 1947)         | - Francesco De Vita (PRI) (dal 22 dicembre 1947) |
| Poste e Telecomunicazioni                 |                                       | Ludovico d'Aragona (PSLI) (dal 15 dicembre 1947)                           |                                                        | - Francesco De Vita (PRI) (dal 22 dicembre 1947) |
| Pubblica Istruzione                       |                                       |                                                                            | Guido Gonella (DC)                                     | - Giuseppe Perrone Capano (PLI) (dal 22 dicembre 1947) |
| Alti Commissariati                        |                                       |                                                                            |                                                        | |
| Alimentazione                             |                                       |                                                                            | Vittorio Ronchi (Indipendente)                         | Vittorio Ronchi (Indipendente) |
| Igiene e Sanità Pubblica                  |                                       |                                                                            | Nicola Perrotti (PSI)                                  | Nicola Perrotti (PSI) |
| Igiene e Sanità Pubblica                  |                                       | Diego D'Amico (DC) (fino al 6 agosto 1947) Alto Commissario Aggiunto       |                                                        | |
| Sardegna                                  |                                       |                                                                            | Pietro Pinna Parpaglia (Indipendente)                  | Pietro Pinna Parpaglia (Indipendente) |
| Turismo                                   |                                       |                                                                            | Pietro Romani (DC) (dal 12 settembre 1947)             | Pietro Romani (DC) (dal 12 settembre 1947) |
| Turismo                                   |                                       | Giovanni Mira (Indipendente) (dal 12 settembre 1947) Vice Alto Commissario |                                                        | |

## Cronologia

### 1947

#### Maggio
- 13 maggio - De Gasperi rassegna le dimissioni del governo De Gasperi III.
- 16 maggio - Il Capo provvisorio dello Stato affida a Francesco Saverio Nitti l'incarico di formare un nuovo governo. Lo statista lucano accetta con riserva.
- 21 maggio - A causa di alcuni veti all'interno della coalizione governativa, soprattutto da Saragat e Orlando, sulla persona di Nitti, il Presidente del Consiglio incaricato rimette nelle mani di De Nicola l'incarico di formare il governo.
- 24 maggio - De Nicola affida a De Gasperi l'incarico di formare il governo.
- 31 maggio - De Gasperi presenta al Capo dello Stato il suo IV governo, formato da DC- PLI – indipendenti di centro. Termina la collaborazione tra i partiti antifascisti iniziata nel luglio 1943 nel Comitato di liberazione nazionale (CNL) e proseguita dopo le elezioni del 1946 con il tripartito. DC – PSIUP (poi PSI) – PCI. Le sinistre sono quindi escluse dall'esecutivo.

#### Giugno
- 4 giugno - I ministeri delle Finanze e del Tesoro sono separati. Al primo è nominato Giuseppe Pella, al secondo l'indipendente Gustavo Del Vecchio. Nello stesso giorno è istituito il ministero del bilancio, affidato a Luigi Einaudi. Il segretario di Stato USA George Marshall annuncia un Piano di aiuti per i paesi dell’Europa occidentale. L’European Reconstruction Program (ERP), conosciuto come Piano Marshall.
- 9 giugno - De Gasperi presenta all’Assemblea Costituente il suo IV governo. Definisce il governo un «governo d’emergenza» per evitare la rovina economica e finanziaria del Paese. Il dibattito si protrae fino al 21 giugno.
- 21 giugno - La costituente accorda la fiducia al governo con 274 voti a favore, 231 contrari e 4 astensioni su 509 presenti. A favore del governo votano anche i parlamentari dell'Uomo qualunque e monarchici.
- 23 giugno - Dopo numerosi attentati alle sedi dei partiti di sinistra e alla Camere del lavoro, il governo dichiara la sua volontà di stroncare il fenomeno del banditismo in Sicilia e pone una taglia di 3 milioni di lire per la cattura di Salvatore Giuliano.

#### Luglio
- 1º luglio - Comitato centrale del PCI: Togliatti si appella a tutti i partiti democratici per creare un blocco di forze democratiche il più ampio possibile per condurre un’opposizione unitaria e costruttiva e coordinare l’azione necessaria per riportare il governo del Paese ad essere rappresentativo di tutte le forze popolari e repubblicane.
- 23 luglio - L'assemblea costituente inizia il dibattito per la ratifica del Trattato di Parigi fra l'Italia e le potenze alleate: il 23 luglio De Gasperi chiede che sia messa all'ordine del giorno la ratifica, ma la proposta è respinta con 232 voti contro 204: passa la proposta di Vittorio Emanuele Orlando, sostenuta da PCI e PSI, di rinvio della discussione.
- 24 luglio - Inizia la discussione con la relazione del ministro degli esteri Carlo Sforza. Pietro Nenni e Palmiro Togliatti contestano contenuti, modi e tempi del documento e accusano il governo di asservimento agli interessi degli Stati Uniti.
- 31 luglio - Epicarmo Corbino presenta un ordine del giorno di rinvio del voto finale. La proposta è respinta. Il trattato di pace è ratificato con 262 voti favorevoli, 68 contrari e 80 astensioni. Votano a favore DC, PSLI, PRI. Contro PLI, monarchici e qualunquisti. I socialisti non partecipano al voto, i comunisti si astengono. Nel dibattito si sono pronunciati contro Benedetto Croce e Vittorio Emanuele Orlando, che accusa il Governo DC di “cupidigia di servilità”.

#### Agosto
- 1º agosto - Il cambio della lira è portato da 225 a 350 lire per un dollaro.
- 23 agosto - Parlando a Radio Roma De Gasperi annuncia la necessità di forti prestiti stranieri e dichiara che "nulla si può fare senza gli aiuti americani".

#### Settembre
- 7 settembre - Pio XII concede udienza all'Azione cattolica riunita a congresso e lancia un nuovo appello per combattere ateismo e comunismo.
- 26 settembre - Alla costituente sono illustrate tre mozioni di sfiducia al governo, presentate a nome dei rispettivi partiti da Giuseppe Saragat, Nenni e Togliatti. Il governo è accusato di cattiva politica economica, di autoritarismo con limitazione delle libertà democratiche e di aver voluto una frettolosa ratifica del trattato di pace. La discussione si protrae fino al 4 ottobre, quando le mozioni sono respinte.

#### Ottobre
- 12 ottobre - Elezioni comunali a Roma: PCI e PSI, uniti nel blocco del popolo, ottengono la maggioranza relativa superando di circa 4.000 voti la DC. I risultati definitivi danno al Blocco 208.126 voti, alla DC 204.007 voti, ed entrambi ottengono 27 seggi. Prima uscita elettorale del MSI, che ottiene 24.596 voti e 3 consiglieri che saranno determinanti per l'elezione a sindaco di Salvatore Rebecchini. Pur difendendo il diritto dei missini a partecipare alle elezioni il ministro dell'interno, Mario Scelba, garantisce che il governo reprimerà ogni rinascita fascista.

#### Novembre
- 15/19 novembre - Si svolge il congresso della DC. Il partito si autodefinisce il centro della politica italiana e prende la stessa distanza dalle sinistre (PCI e PSI) e dalle destre (MSI e monarchici). Piena fiducia all'azione dell'esecutivo di De Gasperi.

#### Dicembre
- 4/12 dicembre - Lo sciopero generale di Roma. L'occupazione di terre incolte attorno a Roma provoca centinaia di arresti, tra i quali il sindaco comunista di Genzano di Roma. Roma è invasa da una imponente manifestazione cui seguono disordini nelle borgate e l'uccisione di un giovane operaio a Primavalle. Ultimatum al governo della CGIL: se il governo non accetta le richieste sarà proclamato lo sciopero generale di tutta Roma, che inizia il 10 dicembre. Lo sciopero si protrae per due giorni. Il 12 dicembre, giorno dello sciopero generale, al centro di Roma la polizia carica selvaggiamente i manifestanti. Aggredito anche Gian Carlo Pajetta. Ne segue una tumultuosa seduta all’Assemblea Costituente. La Camera del Lavoro riunita il 12 dicembre prende atto degli stanziamenti decisi dal Governo, progressivamente aumentati nei giorni delle agitazioni dal 6 al 12 dicembre, e le assicurazioni dei vari ministeri, altri 7 miliardi e 770 milioni stanziati per immediati lavori, gratifica natalizia per i disoccupati e pensionati, liberazione degli arrestati, e decide la cessazione dello sciopero a partire dalla mezzanotte.
- 14 dicembre - PRI e PSDI entrano nella coalizione di governo.
- 16 dicembre - Nel comunicare alla costituente il rimpasto di governo De Gasperi annuncia che le prime elezioni politiche generale si terranno entro il 19 aprile 1948.
- 22 dicembre - È approvata la Costituzione con 453 voti favorevoli e 62 contrari.
- 27 dicembre - De Gasperi firma la Costituzione assieme al capo provvisorio dello stato e al presidente dell'assemblea costituente.

### 1948

#### Gennaio
- 1º gennaio - Entra in vigore la Costituzione.
- 3 gennaio - Il presidente del Consiglio, Alcide De Gasperi, il ministro degli Esteri, Carlo Sforza, e l’ambasciatore americano James Clement Dunn firmano gli accordi per gli aiuti USA all’Italia. Previsto l’invio, gratuito, di merci per 33 miliardi di lire, la loro vendita deve servire per stabilizzare la lira. Critiche delle sinistre che considerano questi aiuti un atto di subalternità dell’Italia agli USA.
- 16/18 gennaio - Congresso del PSI: si vota a favore del Fronte democratico popolare e per la presentazione di liste unitarie con il PCI. L’adesione al Fronte vede il consenso del 99,47% dei delegati, la proposta di liste comuni il 66,75%.

#### Febbraio
- 1º febbraio - Luigi Gedda fonda i Comitati civici.
- 3/5 febbraio - Congresso del PSDI: Saragat definisce il partito anticonservatore e antitotalitario; alle elezioni politiche si presenterà con proprie liste come terza forza tra la DC e il Fronte popolare.
- 5 febbraio - Il Consiglio dei ministri stabilisce per il 18 aprile la data delle elezioni politiche e vara rigide disposizioni in materia di ordine pubblico. Togliatti afferma che la DC vuole impostare la sua campagna elettorale sulla paura e sfuggire al confronto sui temi concreti. Luigi Longo, che definisce anticostituzionale il provvedimento, scrive al presidente della repubblica (ex capo provvisorio dello stato) e sollecita la convocazione del comando del Corpo Volontari della Libertà.
- 6 febbraio - Il governo precisa di non considerare l'ANPI e l'associazione dei reduci come formazioni militari.[6]
- 8 febbraio - Pio XII riconosce ufficialmente i 18.000 Comitati civici nati per iniziativa del Presidente dell’Azione cattolica, impegnati a sostenere in funzione anticomunista la DC. Si apre la campagna elettorale del Fronte popolare.
- 9 febbraio - Una squadra di militanti del MSI fa incursione a San Ferdinando di Puglia per impedire un comizio del Fronte popolare. La polizia reagisce sparando e uccide tre adulti e un ragazzo di 14 anni. Il PCI accusa il ministro dell'interno Mario Scelba di guidare la PS in senso anticomunista.
- 10 febbraio - Il governo lancia al Paese un appello contro la violenza. L’appello affisso come manifesto porta le firme del presidente del Consiglio e di tutti i ministri.
- 15 febbraio - Elezioni comunali a Pescara. il Fronte Democratico Popolare ottiene la maggioranza, il 79% dei voti, conquistando 21 seggi su 40. Il blocco democristiano ottiene 11 seggi. Secca la sconfitta DC che perde circa 1000 voti rispetto al 2 giugno 1946. Al PRI, circa 2500 voti in meno nel confronto con il 2 giugno, e al PSLI un solo seggio. Al blocco nazionale (liberali e qualunquisti) 6 seggi.
- 16 febbraio - De Gasperi apre la campagna elettorale della DC a Roma.

#### Marzo
- 2 marzo - Il Fronte popolare polemizza con gli interventi elettorali a favore della DC che l'ambasciatore degli Stati Uniti, James Dunn, pronuncia sfruttando l’arrivo degli aiuti americani nei vari porti italiani.
- 23 marzo - Discorso di Pasqua di Pio XII al popolo di Roma: appello del pontefice a schierarsi nell’imminenza delle elezioni politiche contro il comunismo.
- 31 marzo - Celeste Negarville, sindaco comunista di Torino, denuncia l’esistenza di un complotto terroristico progettato da organizzazioni di destra, capeggiato dal generale Giovanni Messe. La polizia irrompe senza mandato della magistratura in una tipografia dove si stampa materiale elettorale del Fronte popolare. Si ordina di non consegnare al committente un manifesto che contiene la foto di Cesare Battisti appena impiccato e accusa i fratelli Augusto e Alcide De Gasperi di averne sostenuto la condanna a morte essendo allora fedeli sudditi austriaci.[7]

#### Aprile
- 4 aprile - Palmiro Togliatti parla a Milano davanti a 300.000 persone e sfida Alcide De Gasperi su tre punti precisi: il rispetto del voto, nessuna alleanza militare e le riforme previste dalla Costituzione.
- 18 aprile - Si svolgono le elezioni politiche. Alla Camera la DC con 12.712.662 voti (48,5%) sfiora la maggioranza assoluta, aumenta di 13 punti percentuali sulle elezioni del 1946. Una pesante sconfitta per il Fronte popolare che con 8.137.047 voti si ferma al 31%, 9 punti in meno rispetto alla somma dei voti ottenuti dal PCI e dal PSIUP nel 1946. Il PSLI, nato dalla scissione di Palazzo Barberini, ottiene il 7%.
- 19 aprile - I riformisti del PSI, guidato da Giuseppe Romita, si riuniscono per discutere della disfatta elettorale del Fronte; viene richiesto un congresso straordinario per definire i rapporti col PCI.

#### Maggio
- 4/8 maggio - Eletti i presidenti delle camere e De Gasperi rassegna le dimissioni.
- 9/11 maggio - Elezione del primo presidente della repubblica. De Gasperi punta a far coincidere la maggioranza presidenziale con la maggioranza di governo. Suo candidato il repubblicano Carlo Sforza, già ministro degli Esteri, convinto filo-occidentale e sostenuto dagli USA. Candidatura a cui si oppongono le sinistre e il gruppo DC che fa capo a Giuseppe Dossetti. Sin dal primo scrutinio appare chiaro il dissenso DC: Sforza ottiene 100 voti in meno della maggioranza dei gruppi democristiani. Nella riunione dei gruppi Dossetti motiva le sue contrarietà. Dopo l’esito negativo del secondo scrutinio Saragat (PSLI) contropropone Ivanoe Bonomi, candidatura che potrebbe essere votata dalla sinistra. La DC, contraria a questa possibilità, si orienta su Luigi Einaudi (PLI). Respinta la proposta di Togliatti di una sospensione delle votazioni per discutere nei gruppi PCI e PSI la nuova candidatura, al terzo scrutinio comunisti, socialisti, monarchici e missini votano scheda bianca. Al quarto scrutinio Einaudi è eletto con 518 voti. Le sinistre e il MSI votano Vittorio Emanuele Orlando.

### Esplicative
1. 1 2  Dal 15 dicembre 1947; precedentemente in appoggio esterno.
2. 1 2  In quota Partito Liberale Italiano (PLI), di cui uno era anche Vicepresidente del Consiglio dei ministri.
3. 1 2  Di cui uno affiliato al Partito Socialista Italiano (PSI), ma svincolatosi per partecipare all’esecutivo.
4. ↑  Ufficialmente con la denominazione di Partito Socialista dei Lavoratori Italiani (PSLI).
5. 1 2  Di cui uno era anche Vicepresidente del Consiglio dei ministri.
6. ↑  In quota Partito Liberale Italiano (PLI).
7. 1 2  Viene qui riportata la situazione parlamentare solo di questa camera poiché, ai sensi del Decreto legislativo luogotenenziale 98/1946 (Art. 3), durante tale periodo provvisorio l’assetto parlamentare veniva integralmente rimesso nelle sole mani della Costituente, creando così un transitorio monocameralismo.
8. 1 2  Di cui un membro del Partito Democratico del Lavoro (PDL) eletto al di fuori dell’alleanza ed associatosi successivamente.
9. 1 2  Dalla stessa data, egli assume altresì l’incarico di Ministro senza portafoglio.
10. ↑  Ministero soppresso con DCPS del 4 giugno 1947, n. 407, tramite la suddivisione nei due distinti Ministero delle finanze e Ministero del tesoro.
11. 1 2  Ministero istituto con DCPS del 4 giugno 1947, n. 407, successivamente alla soppressione del Ministero delle finanze e del tesoro.
12. ↑  Ministero istituito con DCPS del 4 giugno 1947, n. 40.
13. ↑  Svincolatosi dalla linea di partito per partecipare all’esecutivo.

### Bibliografiche
1. ↑   Dopo il giuramento dei ministri - Due di giugno, in Stampa Sera, 2 giugno 1947.
«Roma, lunedì sera. Subito dopo, insieme con De Gasperi, l'on. De Nicola si è ritirato nel gabinetto di lavoro ove si è svolta la cerimonia della firma secondo l'ordine delle precedenze. Il primo naturalmente è stato il presidente del Consiglio, poi l'on. Einaudi, il ministro degli Esteri e cosi di seguito. La formula del giuramento è quella nota. Ogni ministro, alla presenza di due testimoni, ha giurato sul suo onore di esercitare le sue funzioni nell'interesse supremo della Nazione. I ministri, all'uscita, hanno fatto le consuete dichiarazioni ai giornalisti»
2. ↑   I ministri giurano oggi, su archiviolastampa.it, 1º giugno 1947.
3. ↑   Il giuramento dei nuovi ministri Domani verranno nominati i sottosegretari, in Corriere d'Informazione, 2 giugno 1947,  p. 1.
«Roma 2 giugno, matt. - Ieri a mezzogiorno, a Palazzo Giustiniani, i ministri del quarto Gabinetto De Gasperi hanno prestato il giuramento di rito nelle mani del Capo dello Stato..Il Presidente del Consiglio ha giurato per primo, leggendo la formula di rito: Giuro di essere..»
4. ↑   I ministri hanno giurato, in La Stampa, 25 maggio 1948.
5. ↑   Cerimonia di insediamento del Presidente della Repubblica Italiana On.Prof. Luigi Einaudi, su archivio.quirinale.it.
6. ↑  La Stampa, 6 febbraio 1948.
7. ↑  l'Unità, 1º aprile 1948.